# Chalmers Memorial Church

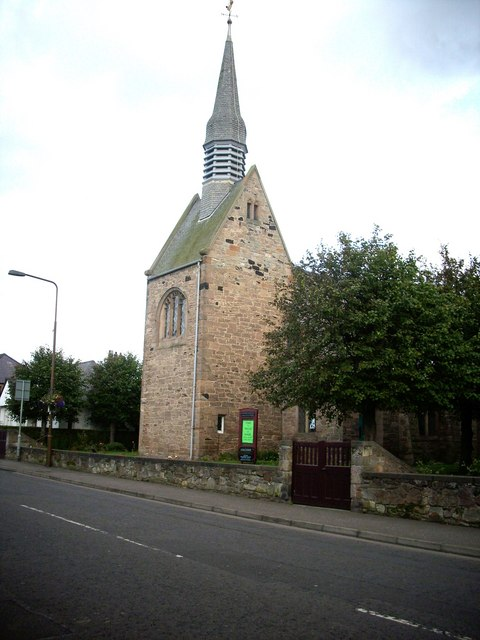
Chalmers Memorial Church

Die Chalmers Memorial Church, ehemals Cockenzie United Free Church, ist ein Kirchengebäude der presbyterianischen Church of Scotland in der schottischen Stadt Cockenzie and Port Seton in der Council Area East Lothian. 1971 wurde das Bauwerk in die schottischen Denkmallisten in der höchsten Kategorie A aufgenommen.

## Geschichte
Nach der Spaltung der Church of Scotland im Jahre 1843 entschied sich ein Großteil der lokalen Kirchengemeinde für einen Übertritt in die neugegründete Free Church of Scotland. Sechs Jahre später zog die Gemeinde aus der heutigen Old Parish Church in ein neues Gebäude an der School Lane. Dieses wurde in den 1890er Jahren als nicht mehr ausreichend angesehen, weshalb Spenden für einen Neubau gesammelt wurden. Als der Bau der Chalmers Memorial Church im Jahre 1904 begann, war die Free Church bereits mit der United Presbyterian Church of Scotland zur United Free Church of Scotland verschmolzen. Mit der Rückkehr der abgespaltenen Kirche zur Church of Scotland im Jahre 1929 wurde das Kirchengebäude in Port Seton in Gedenken an Thomas Chalmers, den Gründer der Free Church, in „Chalmers Memorial Church“ umbenannt.

## Beschreibung
Das Kirchengebäude liegt an der Edinburgh Road im Westen Port Settons. Sie entstand nach einem Entwurf des Architekturbüros von Sydney Mitchell und George Wilson. Das Gebäude ist hauptsächlich im landestypischen Stil gestaltet, weist jedoch auch neogotische Elemente sowie Motive der Arts-and-Crafts-Bewegung auf. Auffällig ist der schlichte Glockenturm an der nordweisenden Frontseite. Unterhalb des schiefergedeckten Satteldaches ist ein weites Maßwerk mit schlichter Verdachung verbaut. Auf dem First sitzt ein oktogonaler Dachreiter auf, der mit geschwungener, schieferverkleideter Haube schließt. Entlang der Ostseite des Langhauses gliedern vier, an der Westseite drei Strebepfeiler die Fassaden vertikal. Entsprechend ist das Satteldach mit breiten Schleppdachgauben mit gekuppelten Fenstern gestaltet. Die Nordfassade ist mit weitem Maßwerk gestaltet.